# Colebrook (Connecticut)
Colebrook es un pueblo ubicado en el condado de Litchfield en el estado estadounidense de Connecticut. En el año 2005 tenía una población de 1.540 habitantes y una densidad poblacional de 19 personas por km².

## Geografía
Colebrook se encuentra ubicada en las coordenadas 42°00′05″N 73°05′04″O / 42.00139, -73.08444.

## Demografía
Según la Oficina del Censo en 2000 los ingresos medios por hogar en la localidad eran de $58,684, y los ingresos medios por familia eran $64,286. Los hombres tenían unos ingresos medios de $42,647 frente a los $35,987 para las mujeres. La renta per cápita para la localidad era de $29,789. Alrededor del 2.6% de la población estaban por debajo del umbral de pobreza.